# Northborough
Northborough és una població dels Estats Units a l'estat de Massachusetts. Segons el cens del 2000 tenia 14.013 habitants.

## Demografia
Segons el cens del 2000, Northborough tenia 14.013 habitants, 4.906 habitatges, i 3.865 famílies. La densitat de població era de 292 habitants/km².
Dels 4.906 habitatges en un 43,4% hi vivien nens de menys de 18 anys, en un 68,9% hi vivien parelles casades, en un 7,6% dones solteres, i en un 21,2% no eren unitats familiars. En el 17,1% dels habitatges hi vivien persones soles el 6,2% de les quals corresponia a persones de 65 anys o més que vivien soles. El nombre mitjà de persones vivint en cada habitatge era de 2,83 i el nombre mitjà de persones que vivien en cada família era de 3,22.
Per edats la població es repartia de la següent manera: un 29,5% tenia menys de 18 anys, un 4,5% entre 18 i 24, un 31,3% entre 25 i 44, un 25% de 45 a 60 i un 9,8% 65 anys o més.
L'edat mediana era de 37 anys. Per cada 100 dones de 18 o més anys hi havia 93 homes.
La renda mediana per habitatge era de 79.781 $ i la renda mediana per família de 90.480$. Els homes tenien una renda mediana de 65.437 $ mentre que les dones 41.042$. La renda per capita de la població era de 32.889$. Entorn de l'1,7% de les famílies i el 2,8% de la població estaven per davall del llindar de pobresa.